# Edvard I:s erövring av Wales
Edvard I:s erövring av Wales ägde rum mellan 1277 och 1283. Genom två militära expeditioner in i Wales, 1277 och 1282-1283, lyckades engelsmännen under kung Edvard I av England först reducera furst Llywelyn ap Gruffudds maktområde, och sedan under den sista kampanjen, helt erövra Wales och lägga det under direkt engelskt styre. Erövringen fullbordade den process som hade påbörjats genom normandernas invasion av Wales tvåhundra år tidigare, och gjorde slutligen Wales till en del av England och avslutade Wales självständighet. 

## Historik
Wales hade varit föremål för invasionsförsök sedan normandernas invasion av Wales på 1000-talet. Sedan år 1163 hade Wales rent formellt sett räknats som en engelsk vasall, men de walesiska furstarna hade i praktiken behållit sin självständighet, och gränsen mellan det självständiga Wales och England gick mellan Welsh Marches, som kontrollerades av de engelska Marcher lords.
Under 1200-talet bestod Wales av flera självstyrande walesiska furstendömen under ledning av det största furstendömet, Kungariket Gwynedd, vars regent Llywelyn ap Gruffudd hade tagit titeln furste av Wales och gjort de övriga furstarna till sina vasaller och bildat furstendömet Wales. År 1274 övergick Llywelyns bror prins Dafydd ap Gruffydd till Edvard I. 
År 1277 anfölls Wales av Edvard I av England. Det officiella skälet var att underkuva en olydig vasall. Han fick stöd av flera walesiska furstar som ogillade Llywelyns övervälde. Expeditionen slutade med att Llywelyn tvingades underkasta sig som engelsk vasall och överlåta halva sitt territorium på Edvard. 
År 1282 utbröt ett uppror mot Edvard under ledning av Dafydd, som var missnöjd med den belöning han fått för att ha stått på engelsk sida. Som var inledde Edvard en ren erövringskampanj av Wales. Llywelyn föll i strid och hans familj tillfångatogs och Dafydd avrättades för förräderi. Erövringen slutade med en fullständig erövring av Wales.
Furstendömet Wales styrdes sedan av Englands monark eller tronarvinge, som hade titeln prins (furste) av Wales från 1283 tills det anslöts helt till England genom Laws in Wales Acts 1535–1542.